# Pol Lapeyre
Pour les articles homonymes, voir Lapeyre.
Pol Lapeyre (né le 8 mai 1903 à Paris et mort le 14 juin 1925 à Beni Derkoul au Maroc) est un officier français, mort au combat pendant la guerre du Rif.

## Biographie
Pol Lapeyre née à Paris le 8 mai 1903. Ancien élève du lycée Thiers de Marseille et du Prytanée National Militaire de La Flèche, il intègre l'école spéciale militaire de Saint-Cyr. À sa sortie d'école, il choisit l'infanterie coloniale.
Pendant l’offensive lancée dans le Rif par Abd-el-Krim, le sous-lieutenant Pol Lapeyre se retrouve encerclé dans son poste de Beni Derkoul (Maroc). Le 14 juin 1925, après soixante et un jours de siège, à bout de résistance et ne pouvant être secouru, Lapeyre « submergé par le flot ennemi, a fait sauter son poste plutôt que de se rendre, ensevelissant à la fois sous les ruines le reste de sa garnison et ses assaillants », dit sa citation à l’ordre de l’Armée. Par ce geste, il empêchait l’ennemi de s’emparer de l’armement du poste et d’une importante réserve d’explosifs et l’entraînait avec lui dans la mort, ainsi que cinq soldats survivants de sa garnison.

## Citation
« Lapeyre Pol,

Sous-lieutenant au 5e régiment de tirailleurs sénégalais commandant le poste de Béni Derkoul, comprenant quatre Français et trente et un Sénégalais.

A tenu en échec pendant soixante et un jours un ennemi ardent et nombreux.

A conservé jusqu'au dernier jour un moral superbe, sans une plainte, sans un appel à l'aide.

Le 14 juin 1925, submergé par le flot ennemi, a fait sauter son poste plutôt que de se rendre, ensevelissant à la fois sous les ruines le reste de sa garnison et ses assaillants.

Mérite que son nom soit inscrit au livre d'or de l'Armée comme exemple de l'esprit du devoir et du sentiment de l'honneur poussés jusqu'au sacrifice. »

— Louis Hubert Lyautey, Maréchal de France.

## Postérité

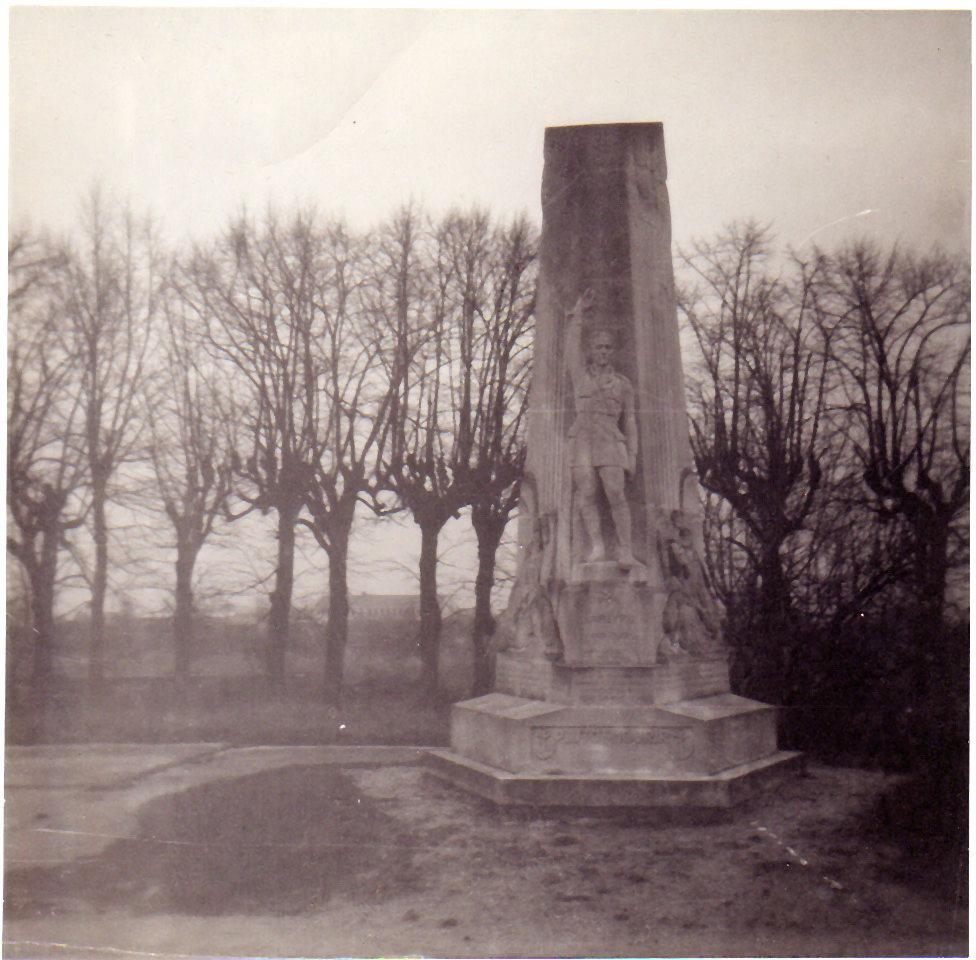
Le monument Pol Lapeyre à Saint-Cyr-l'École.

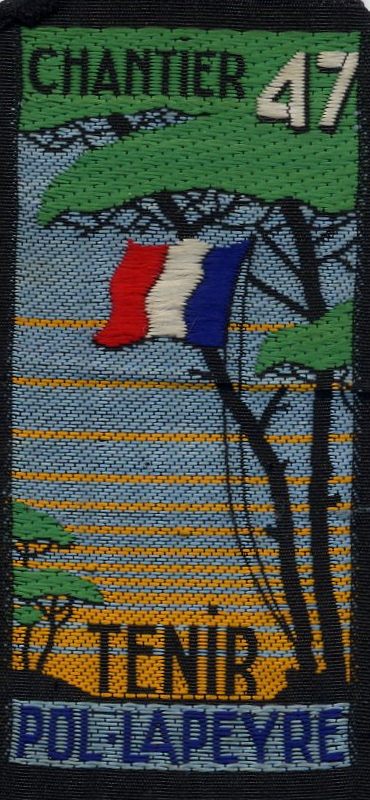
Insigne du groupement n° 47 des CJF.

- La 113e promotion de l'École spéciale militaire de Saint-Cyr (1926-1928) porte son nom[6] et un buste le représentant est exposé dans la salle d'honneur des Écoles de Saint-Cyr Coëtquidan.
- Il est aujourd'hui le parrain de la Corniche (qui rassemble les élèves des classes préparatoires aux grandes écoles militaires) du lycée militaire de Saint-Cyr.
- Pol Lapeyre a un monument à sa mémoire à Azille, ville d'où était originaire sa famille.
- Il a également un monument à sa mémoire au lycée militaire de Saint-Cyr[7]. Depuis 1973, une citation (cf. la partie « L'héritage militaire ») est lue chaque année devant les élèves de la « Corniche » à l'occasion du « 2S » (le 2 décembre, anniversaire de la bataille d'Austerlitz) et au lycée militaire de Saint-Cyr.
- Le caveau familial de Pol Lapeyre est dans le cimetière d’Azille, une plaque sur ce caveau rappelle son acte.
- Une rue dans le 14e arrondissement de Paris porte son nom.
- Une place dans le 5e arrondissement de Marseille, dans le quartier Saint-Pierre, porte son nom.
- Le groupement numéro 47 des Chantiers de la jeunesse française (CJF) porta le nom de Pol Lapeyre.
- En 2020, les élèves de la Khôrniche Pol Lapeyre enregistre un CD nommé Pour que Vive France dans lequel ils rendent hommage à leur parrain, avec notamment le récit de la célèbre citation et le chant Hommage à Pol Lapeyre, appris chaque année par les melons. Le CD est disponible sur YouTube.